# Campeonato Mundial de Natación de 1982
El IV Campeonato Mundial de Natación se celebró en Guayaquil (Ecuador) entre el 29 de julio y el 6 de agosto de 1982. Fue organizado por la Federación Internacional de Natación (FINA) y la Federación Ecuatoriana de Natación. Participaron un total de 848 atletas representantes de 52 federaciones nacionales.
Se realizaron competiciones de natación, natación sincronizada, saltos y waterpolo. Las competiciones se disputaron en las Piscinas Alberto Vallarino de la ciudad ecuatoriana.

## Resultados de natación

### Masculino
| Evento                   | Oro                                                                                       | Plata                                                                           | Bronce                                                                                |
| ------------------------ | ----------------------------------------------------------------------------------------- | ------------------------------------------------------------------------------- | ------------------------------------------------------------------------------------- |
| 100 m libre              | Jörg Woithe RDA 50,18                                                                     | Ambrose Gaines Estados Unidos 50,21                                             | Per-Ola Johansson · Suecia · 50,25                                                    |
| 200 m libre              | Michael Groß RFA 1:49,84                                                                  | Ambrose Gaines Estados Unidos 1:49,92                                           | Jörg Woithe RDA 1:50,71                                                               |
| 400 m libre              | Vladimir Salnikov URSS 3:51,30                                                            | Sviatoslav Semenov URSS 3:51,43                                                 | Sven Lodzeiwski RDA 3:51,84                                                           |
| 1500 m libre             | Vladimir Salnikov URSS 15:01,77                                                           | Sviatoslav Semenov URSS 15:05,54                                                | Borut Petrič Yugoslavia 15:10,20                                                      |
| 100 m espalda            | Dirk Richter RDA 55,95                                                                    | Rick Carey Estados Unidos 56,04                                                 | Vladimir Shemetov URSS 56,42                                                          |
| 200 m espalda            | Rick Carey Estados Unidos 2:00,82                                                         | Zoltán Wladár · Hungría · 2:01,31                                               | Frank Baltrusch RDA 2:01,51                                                           |
| 100 m braza              | Stephen Lundquist Estados Unidos 1:02,75                                                  | Victor Davis · Canadá · 1:02,82                                                 | John Moffett Estados Unidos 1:03,13                                                   |
| 200 m braza              | Victor Davis · Canadá · 2:14,77 (RM)                                                      | Robertas Žulpa URSS 2:16,68                                                     | John Moffett Estados Unidos 2:18,54                                                   |
| 100 m mariposa           | Matthew Gribble Estados Unidos 53,88                                                      | Michael Groß RFA 54,26                                                          | Bengt Baron · Suecia · 54,47                                                          |
| 200 m mariposa           | Michael Groß RFA 1:58,85                                                                  | Sergei Fesenko URSS 1:59,91                                                     | Craig Beardsley Estados Unidos 2:00,58                                                |
| 200 m cuatro estilos     | Alexandr Sidorenko URSS 2:03,30                                                           | William Barrett Estados Unidos 2:03,49                                          | Giovanni Francheschi · Italia · 2:04,65                                               |
| 400 m cuatro estilos     | Ricardo Prado Brasil 4:19,78 (RM)                                                         | Jens-Peter Bernd RDA 4:23,02                                                    | Sergei Fesenko URSS 4:23,29                                                           |
| 4 × 100 m libre          | Estados Unidos Christopher Cavanaugh Robin Leamy David McCagg Ambrose Gaines 3:19,26 (RM) | URSS Sergei Krasiuk Alexei Filinov Sergei Smiriagin Alexei Markovski 3:21,78    | Suecia · Per-Ola Johansson · Bengt Baron · Pelle Holmertz · Pelle Wilkström · 3:22,15 |
| 4 × 200 m libre          | Estados Unidos Richard Saeger Jeffrey Float Kyle Miller Ambrose Gaines 7:21,09            | URSS Vladimir Shemetov Zhuar Stukolkin Vladimir Salnikov Alexei Filinov 7:24,91 | RFA Andreas Schmidt Dirk Korthals Rainer Henkel Michael Groß 7:25,46                  |
| 4 × 100 m cuatro estilos | Estados Unidos Rick Carey Stephen Lundquist Matthew Gribble Ambrose Gaines 3:40,84        | URSS Vladimir Shemetov Yuri Kis Alexei Markovski Sergei Smiriagin 3:42,86       | RFA Stefan Peter Gerald Mörken Michael Groß Andreas Schmidt 3:44,78                   |

- RM – Récord mundial.

### Femenino
| Evento                   | Oro                                                                      | Plata                                                                                  | Bronce                                                                                              |
| ------------------------ | ------------------------------------------------------------------------ | -------------------------------------------------------------------------------------- | --------------------------------------------------------------------------------------------------- |
| 100 m libre              | Birgit Meinecke RDA 55,79                                                | Annemarie Verstappen · Países Bajos · 55,87                                            | Jill Sterkel Estados Unidos 56,27                                                                   |
| 200 m libre              | Annemarie Verstappen · Países Bajos · 1:59,53                            | Birgit Meinecke RDA 2:00,67                                                            | Annelies Maas · Países Bajos · 2:00,84                                                              |
| 400 m libre              | Carmela Schmidt RDA 4:08,98                                              | Petra Schneider RDA 4:10,08                                                            | Tiffany Cohen Estados Unidos 4:11,85                                                                |
| 800 m libre              | Kimberley Linehan Estados Unidos 8:27,48                                 | Jackie Willmott Reino Unido 8:32,61                                                    | Carmela Schmidt RDA 8:33,67                                                                         |
| 100 m espalda            | Kristin Otto RDA 1:01,30                                                 | Ina Kleber RDA 1:01,47                                                                 | Susan Walsh Estados Unidos 1:02,86                                                                  |
| 200 m espalda            | Kornelia Sirch RDA 2:09,91 (RM)                                          | Georgia Parkes Australia 2:14,98                                                       | Carmen Bunaciu Rumania 2:15,40                                                                      |
| 100 m braza              | Ute Geweniger RDA 1:09,14                                                | Anne Ottenbrite · Canadá · Kimberley Rodenbaugh · Estados Unidos · 1:11,03             | |
| 200 m braza              | Svetlana Varganova URSS 2:28,82                                          | Ute Geweniger RDA 2:29,71                                                              | Anne Ottenbrite · Canadá · 2:33,05                                                                  |
| 100 m mariposa           | Mary Meagher Estados Unidos 59,41                                        | Ines Geißler RDA 1:00,36                                                               | Melanie Buddenmayer Estados Unidos 1:00,40                                                          |
| 200 m mariposa           | Ines Geißler RDA 2:08,66                                                 | Mary Meagher Estados Unidos 2:09,76                                                    | Heike Dähne RDA 2:10,29                                                                             |
| 200 m cuatro estilos     | Petra Schneider RDA 2:11,79                                              | Ute Geweniger RDA 2:13,38                                                              | Tracy Caulkins Estados Unidos 2:15,91                                                               |
| 400 m cuatro estilos     | Petra Schneider RDA 4:36,10                                              | Kathleen Nord RDA 4:43,51                                                              | Tracy Caulkins Estados Unidos 4:44,64                                                               |
| 4 × 100 m libre          | RDA Birgit Meinecke Suzanne Link Kristin Otto Karen Mentschuk 3:43,92    | Estados Unidos Susann Hebernigg Kathleen Treible Elisabeth Washut Jill Sterkel 3:45,76 | Países Bajos · Annemarie Verstappen · Annelies Maas · Wilma van Velsen · Conny van Bentum · 3:45,96 |
| 4 × 100 m cuatro estilos | RDA Kristin Otto Ute Geweniger Ines Geißler Birgit Meinecke 4:05,88 (RM) | Estados Unidos Susan Walsh Kimberley Rodenbaugh Mary Meagher Jill Sterkel 4:08,12      | URSS Larisa Gorchakova Svetlana Varganova Natalia Pokas Irina Gerasimova 4:12,36                    |

- RM – Récord mundial.

### Medallero
| Núm. | País           | Oro | Plata | Bronce | Total |
| ---- | -------------- | --- | ----- | ------ | ----- |
| 1    | RDA            | 12  | 8     | 5      | 25    |
| 2    | Estados Unidos | 8   | 8     | 9      | 25    |
| 3    | URSS           | 4   | 7     | 3      | 14    |
| 4    | RFA            | 2   | 1     | 2      | 5     |
| 5    | Canadá         | 1   | 2     | 1      | 4     |
| 6    | Países Bajos   | 1   | 1     | 2      | 4     |
| 7    | Brasil         | 1   | 0     | 0      | 1     |
| 8    | Australia      | 0   | 1     | 0      | 1     |
| 8    | Hungría        | 0   | 1     | 0      | 1     |
| 8    | Reino Unido    | 0   | 1     | 0      | 1     |
| 11   | Suecia         | 0   | 0     | 3      | 3     |
| 12   | Italia         | 0   | 0     | 1      | 1     |
| 12   | Rumania        | 0   | 0     | 1      | 1     |
| 12   | Yugoslavia     | 0   | 0     | 1      | 1     |
|      | TOTAL          | 29  | 30    | 28     | 87    |

## Resultados de saltos

### Masculino
| Evento          | Oro                                      | Plata                          | Bronce                              |
| --------------- | ---------------------------------------- | ------------------------------ | ----------------------------------- |
| Trampolín 3 m   | Greg Louganis Estados Unidos 752,67 pts. | Sergei Kuzmin URSS 636,15 pts. | Alexandr Portnov URSS 631,56 pts.   |
| Plataforma 10 m | Greg Louganis Estados Unidos 634,26      | Vladimir Aleinik URSS 629,95   | Bruce Kimball Estados Unidos 619,68 |

### Femenino
| Evento          | Oro                                | Plata                                   | Bronce                      |
| --------------- | ---------------------------------- | --------------------------------------- | --------------------------- |
| Trampolín 3 m   | Megan Neyer Estados Unidos 501     | Christine Seufert Estados Unidos 490,02 | Peng Yuanchuan China 482,10 |
| Plataforma 10 m | Wendy Wiland Estados Unidos 438,78 | Ramona Wenzel RDA 417,99                | Zhou Jihong China 399,78    |

### Medallero
| Núm. | País           | Oro | Plata | Bronce | Total |
| ---- | -------------- | --- | ----- | ------ | ----- |
| 1    | Estados Unidos | 4   | 1     | 1      | 6     |
| 2    | URSS           | 0   | 2     | 1      | 3     |
| 3    | RDA            | 0   | 1     | 0      | 1     |
| 4    | China          | 0   | 0     | 2      | 2     |
|      | TOTAL          | 4   | 4     | 4      | 12    |

## Resultados de natación sincronizada
| Evento | Oro | Plata | Bronce |
| ------ | --- | --- | --- |
| Solo   | Tracie Ruiz Estados Unidos 192,300 pts. | Kelly Kryczka · Canadá · 188,99 pts.                                                                                              | Miwako Motoyoshi Japón 181,600 pts.                                                                                          |
| Dúo    | Sharon Hambrook · Kelly Kryczka · Canadá · 190,542 | Candy Costie Tracie Ruiz Estados Unidos 188,650                                                                                   | Ikuko Abe Masako Fujiwara Japón 181,900                                                                                      |
| Equipo | Janet Arnold · Sharon Hambrook · Kelly Kryczka · Chantal Laviolette · Renée Paradis · Penny Vilagos · Vicky Vilagos · Carolyn Waldo · Canadá · 188,258 | Candy Costie Tara Cameron Sarah Josephson Tracie Ruiz Holly Spencer Mary Visniski Robin Waller Marie White Estados Unidos 186,834 | Ikuko Abe Kazuno Fujiwara Masae Fujiwara Tomoko Ishi Chikako Izushi Saeko Kimura Miwako Motoyoshi Takiyo Sasao Japón 182,850 |

### Medallero
| Núm. | País           | Oro | Plata | Bronce | Total |
| ---- | -------------- | --- | ----- | ------ | ----- |
| 1    | Canadá         | 2   | 1     | 0      | 3     |
| 2    | Estados Unidos | 1   | 2     | 0      | 3     |
| 3    | Japón          | 0   | 0     | 3      | 3     |
|      | TOTAL          | 3   | 3     | 3      | 9     |

## Resultados de waterpolo
- Resultados del torneo masculino

| Evento    | Oro  | Plata     | Bronce |
| --------- | ---- | --------- | ------ |
| Masculino | URSS | Hungría · | RFA    |

## Medallero total
| Núm. | País           | Oro | Plata | Bronce | Total |
| ---- | -------------- | --- | ----- | ------ | ----- |
| 1    | Estados Unidos | 13  | 11    | 10     | 34    |
| 2    | RDA            | 12  | 9     | 5      | 26    |
| 3    | URSS           | 5   | 9     | 4      | 18    |
| 4    | Canadá         | 3   | 3     | 1      | 7     |
| 5    | RFA            | 2   | 1     | 3      | 6     |
| 6    | Países Bajos   | 1   | 1     | 2      | 4     |
| 7    | Brasil         | 1   | 0     | 0      | 1     |
| 8    | Hungría        | 0   | 2     | 0      | 2     |
| 9    | Australia      | 0   | 1     | 0      | 1     |
| 9    | Reino Unido    | 0   | 1     | 0      | 1     |
| 11   | Japón          | 0   | 0     | 3      | 3     |
| 11   | Suecia         | 0   | 0     | 3      | 3     |
| 13   | China          | 0   | 0     | 2      | 2     |
| 14   | Italia         | 0   | 0     | 1      | 1     |
| 14   | Rumania        | 0   | 0     | 1      | 1     |
| 14   | Yugoslavia     | 0   | 0     | 1      | 1     |
|      | TOTAL          | 37  | 38    | 36     | 111   |